# Конлет Гілл
Конлет Гілл (англ. Conleth Hill; нар. 24 листопада 1964, Баллікасл, Антрім, Північна Ірландія, Велика Британія) — північноірландський актор, володар престижної театральної премії Лоуренса Олів'є, відомий телеглядачам виконанням ролі Варіса в серіалі «Гра престолів».

## Біографія
Конлет Гілл народиався в Баллікаслі, Північна Ірландія. Його батько був актором місцевого аматорського театру. Його суродженці також пов'язані з кінематографом: старший брат — оператор, молодший Ронан Гілл — звукорежисер, володар премії «Еммі» за мікшування звуку в серіалі «Гра престолів», сестра — продюсер. Конлет навчався в Ґілдхолській школі музики та театру.

## Кар'єра
Рання телевізійна кар'єра Гілла складається з епізодичних та гостьових ролей у серіалах, зокрема, «Сценарій», «Суто англійське вбивство», «Хроніки молодого Індіани Джонса».
У 2009 вийшла стрічка Вуді Аллена «Хай буде, що буде», у ній актор виконав роль другого плану друга Бориса (Ларрі Девід). У тому ж році зіграв в ірландській кримінальній комедії «Щедрість Перр'є». У 2011 почав виконувати роль Майстра над шептунами лорда Варіса в фентезійному серіалі «Гра престолів». Його персонаж перебуває в курсі усіх подій через мережу інформаторів. Варіс часто сперечається з Петіром Бейлішем (Ейдан Гіллен) на прізвисько Мізинець. Крім того, у тому ж році його можна було побачити в романтичній комедії з елементами драми «Риба моєї мрії», британському фільмі «Повний абзац».
У 2015 вийшло дві стрічки, в яких актор виконав головні ролі — кримінальна драма «Двоє підставлених» і «Клаптик туману».
Крім роботи в кіно та на телебаченні Гілл відомий як актор театру. Його участь у виставах неодноразово ставала поміченою критиками, його висували на різні престижні театральні нагороди. Роль Чарлі Конлона в виставі «Каміння в його кишенях» принесла артисту спеціальні нагороди премій «Драма Деск» та Театральної всесвітньої нагороди, а також номінацію в категорії «Найкращий актор вистави» премії «Тоні» в 2001. За роль другого плану в мюзиклі Конлет Гілл отримав Премію Олів'є. У 2008 він став лауреатом «Драма Деск» як найкращий актор другого плану в виставі.

## Фільмографія
| Рік       |    | Українська назва                  | Оригінальна назва                   | Роль                  |
| --------- | -- | --------------------------------- | ----------------------------------- | --------------------- |
| 1988      | с  | Бун                               | Boon                                | учень                 |
| 1989—1995 | с  | Катастрофа                        | Casualty                            | Тео/Роб               |
| 1990      | с  | Сценарій                          | Screenplay                          | солдат                |
| 1990      | с  | Медики                            | Medics                              | Ліам МакГіннесс       |
| 1992      | с  | П'ятеро                           | Bunch of Five                       | Роше                  |
| 1992      | с  | На гору                           | On the Up                           | кур'єр                |
| 1992      | с  | Один екран                        | Screen One                          | Ніл                   |
| 1992—1994 | с  |                                   | Blue Heaven                         | Роше                  |
| 1993      | с  | Суто англійське вбивство          | The Bill                            | Майкл Вайт            |
| 1993      | с  | Хроніки молодого Індіани Джонса   | The Young Indiana Jones Chronicles  | співак                |
| 1994      | ф  |                                   | A Man You Don't Meet Every Day      | Майкл                 |
| 1995      | с  |                                   | Crown Prosecutor                    | Невіл Осборн          |
| 1996      | тф |                                   | Out of the Deep Pan                 | Дерек                 |
| 1998      | ф  |                                   | Crossmaheart                        | Колтер                |
| 1998      | кф | Ключ                              | Cluck                               |                       |
| 2000      | кф | Значущий секс                     | Meaningful Sex                      | Карл                  |
| 2001      | с  |                                   | TV to Go                            | Кон                   |
| 2002      | тф | Прощавайте, пане Чіпс             | Goodbye, Mr. Chips                  | Макс Стіфел           |
| 2003      | ф  | Розрив                            | Intermission                        | Роберт                |
| 2007      | с  | Ронні Анкона та Ко.               | Ronni Ancona & Co.                  | різні ролі            |
| 2007      | с  | Життя та часи Вівьєн Вайл         | The Life and Times of Vivienne Vyle | Джаред                |
| 2009      | ф  | Будь що буде                      | Whatever Works                      | Брокман               |
| 2009      | ф  | Щедрість Перр'є                   | Perrier's Bounty                    | Расс                  |
| 2011      | кф | Берег                             | The Shore                           | Педді                 |
| 2011      | ф  | Риба моєї мрії                    | Salmon Fishing in the Yemen         | Бернард               |
| 2011      | ф  | Повний абзац                      | Whole Lotta Sole                    | перукар               |
| 2011—2017 | с  | Гра престолів                     | Game of Thrones                     | Варіс                 |
| 2012      | ф  | Кіт Лемон                         | Keith Lemon: The Film               | кур'єр                |
| 2012      | с  |                                   | Little Crackers                     | батько Шерон          |
| 2013      | с  | Форс-мажори                       | Suits                               | Едвард Дарбі          |
| 2014      | с  | Всередині дев'ятого номера        | Inside No. 9                        | Стів                  |
| 2014      | ф  | Стрілянина для Сократа            | Shooting for Socrates               | Джекі Фуллертон       |
| 2014      | ф  | Серена                            | Serena                              | доктор Чейні          |
| 2014      | тф | Той день, коли ми співали         | That Day We Sang                    | Френк                 |
| 2014      | кф | Добре слово                       | The Good Word                       | Да Таггарт            |
| 2015      | с  | Війна Фойла                       | Foyle's War                         | Ієн                   |
| 2015      | с  | Артур і Джордж                    | Arthur & George                     | сержант Аптон         |
| 2015      | ф  | Двоє підставлених                 | Two Down                            | Гаррі Монтегю         |
| 2015      | ф  | Клаптик туману                    | A Patch of Fog                      | Сенді Даффі           |
| 2016      | ф  |                                   | The Truth Commissioner              | Джонні Рафферті       |
| 2017      | с  |                                   | Stan Lee's Lucky Man                | Рверенд Ентоні Гакслі |
| 2017      | с  | По дорозі                         | Car Share                           | Елсі                  |
| 2019      | ф  | Державні таємниці                 | Official Secrets                    | Роджер Олтон          |
| 2020      | ф  | Сама                              | Herself                             | Ейдо                  |
| 2021      | ф  | Нескінченність: Суб'єкт невідомий | Infinitum: Subject Unknown          | Остергаард            |